# Perry Mason

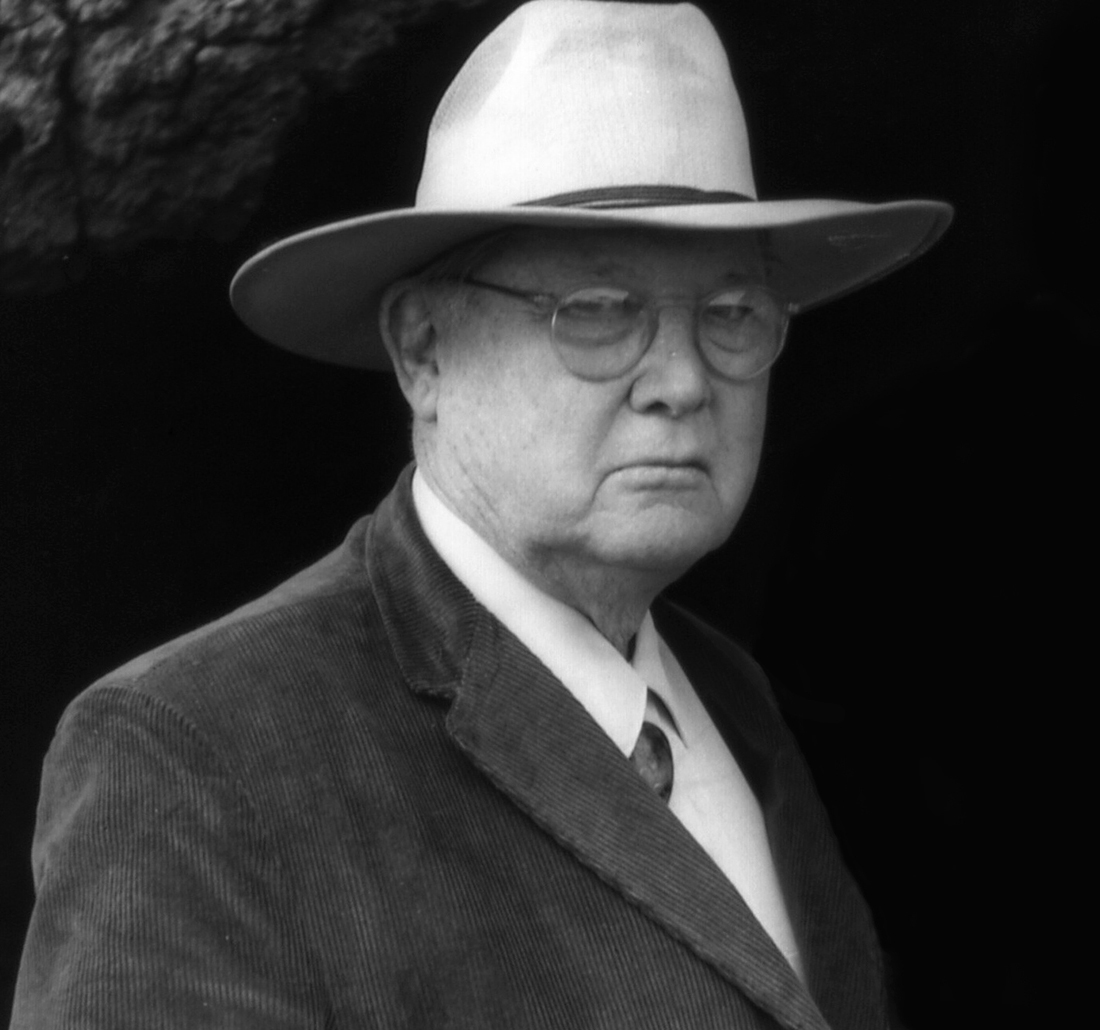
Erle Stanley Gardner, creador del personaje Perry Mason.
Fotografía de 1966.

Perry Mason es un personaje de ficción que apareció por primera vez en las novelas policíacas de Erle Stanley Gardner. El personaje era un abogado que llegó a aparecer en ochenta novelas e historias cortas, la mayoría de las cuales versaban sobre la defensa de un cliente que había sido acusado de asesinato. En general, Perry Mason era capaz de demostrar la inocencia de su cliente mediante la averiguación de la culpabilidad del verdadero asesino, otro personaje de la historia. El personaje de Perry Mason también es muy conocido por sus apariciones en películas y en la televisión, incluyendo una de las series de abogados de mayor éxito y de mayor duración, entre 1957 y 1966. También fue el protagonista de otra serie entre 1973 y 1974, y de más de veinticinco largometrajes realizados para la televisión entre 1985 y 1993. El autor fue uno de los autores con mayor registro de ventas de la historia. Consiguió «135 millones de copias de sus libros impresas en Estados Unidos sólo durante el año de su muerte» (1969).

## Personaje
El nombre «Perry Mason» data de la infancia de su creador: Cuando era niño, Gardner era lector de la revista Youth's Companion, que se publicaba en Boston, Massachusetts, por la Perry Mason Company (más tarde renombrada «Perry Mason & Co.» tras la muerte de su fundador). Cuando Gardner creó a su abogado de ficción, tomó prestado el nombre de la compañía que publicaba su revista infantil favorita.

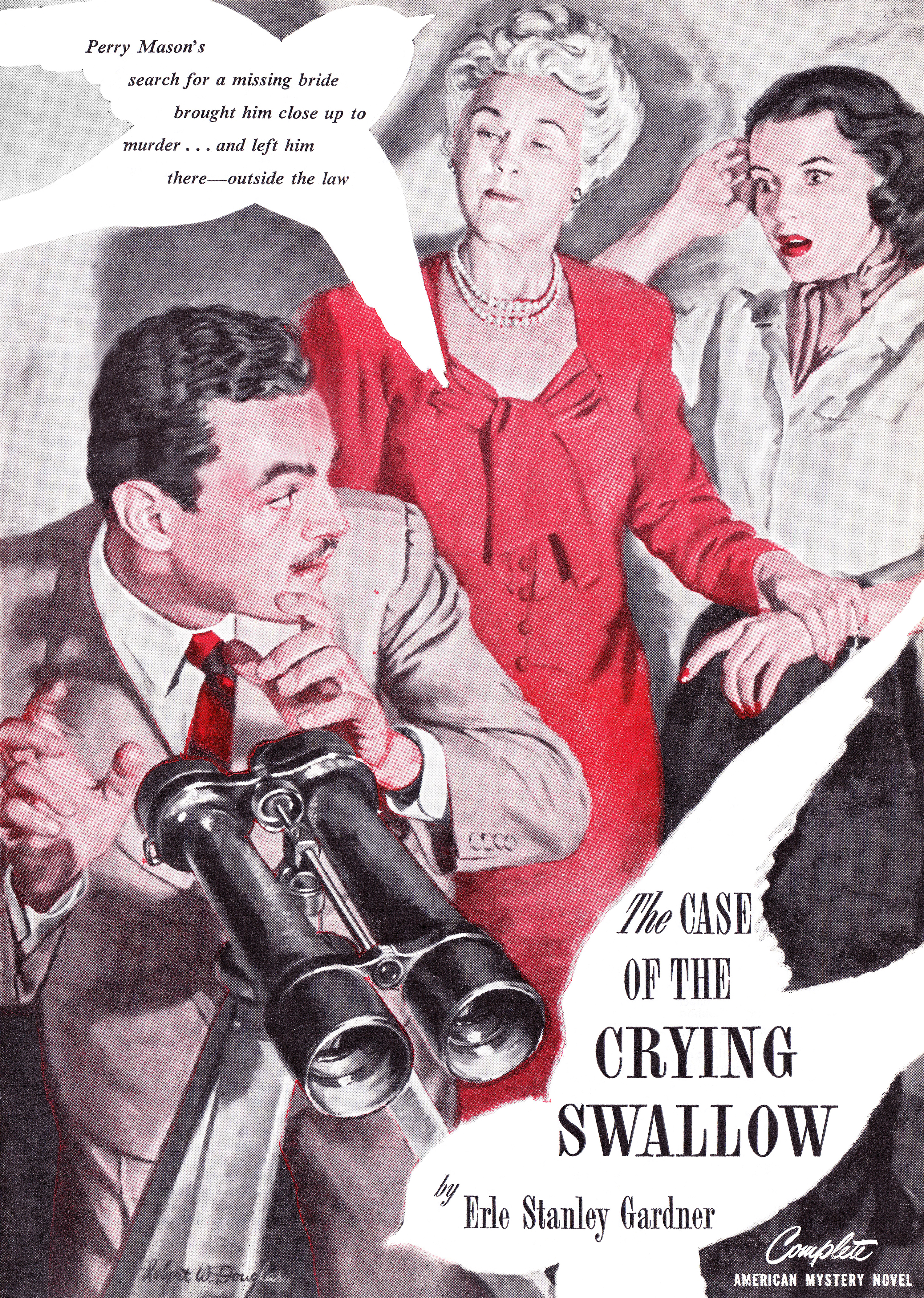
Ilustración de la novela The Case of the Crying Swallow, protagonizada por Perry Mason.
The American Magazine, 1947.

Gardner aportó más información sobre el personaje de Mason en sus primeras novelas. Más tarde, en posteriores novelas y en las series y películas, el personaje deja de ser descrito profusamente, al darse por sentado que el lector o el espectador ya lo conocen. En su primera novela (The Case of the Velvet Claws, 1933), Perry Mason se describe a sí mismo de esta forma:

Os encontraréis con que soy un abogado que se ha especializado en el trabajo procesal, y en mucho trabajo criminal. (...) Soy especialista en sacar a la gente de problemas. Vienen a mí cuando están en todo tipo de problemas, y yo les saco de ellos. (...) Si le preguntáis por mi a algún abogado de familia o de empresa, probablemente os dirá que soy un abogado sin reputación, sin ética y sin escrúpulos. Si preguntáis por mi a algún compañero de la oficina del Fiscal del Distrito, os dirá que soy un peligroso antagonista aunque no sabe mucho sobre mí.

Gardner crea a Mason como un abogado que lucha duramente por sus clientes, y que disfruta los casos inusuales, difíciles o sin esperanza. Acepta a menudo a clientes simplemente por su curiosidad en el caso, por muy poco dinero, financiando la investigación del caso él mismo si es necesario.

## Influencia en Latinoamérica
La popularidad del personaje y su serie de televisión llevaron a su mención en la serie El Chavo del Ocho. En el episodio «El gato de Quico» cuando se enteran de la muerte del animal deciden llevar a cabo una especie de juicio al Chavo, inspirado en la serie de Mason. Don Ramón menciona a un tal Perro Menso y el Profesor Jirafales le corrige diciéndole ¡Perry Mason!. 
En el siguiente capítulo el Profesor Jirafales, que actúa de juez, decide declarar inocente al Chavo cuando este empieza a revelar una infidelidad del profesor.